# Ludwig Trepl
Ludwig Trepl (* 8. März 1946 in Escherlich; † 19. Dezember 2016 in Berlin) war ein deutscher Biologe.

## Leben
Ludwig Trepl studierte von 1969 bis 1973 an der Ludwig-Maximilians-Universität München und der Freien Universität Berlin Biologie. Er wurde 1983 mit der Arbeit Über Impatiens parviflora DC als Agriophyt in Mitteleuropa bei Herbert Sukopp an der Technischen Universität Berlin promoviert. Dort erfolgte fünf Jahre später auch die Habilitation. Seit 1994 hatte er den Lehrstuhl für Landschaftsökologie an der Technischen Universität München inne. Er war damit direkter Nachfolger des Fachpioniers Wolfgang Haber. Seit März 2011 war er emeritiert.
Trepl forschte nicht nur zur Ausbreitung von Neophyten (invasive Arten), sondern vor allem zur Geschichte und zur Wissenschaftstheorie der Ökologie. Er veröffentlichte Artikel zur Ökologie als Leitwissenschaft, zum Naturbild des Naturschutzes und zur gesellschaftlichen Bedingtheit ökologischer Theoriebildung. Ein weiterer Schwerpunkt seiner Arbeit waren individualistische und organizistische Theorien in der Ökologie. Transdisziplinär beschäftigte ihn zudem das Gebiet Theorie und (Kultur-)Geschichte von „Landschaft“.
Ludwig Trepl starb nach langer Krankheit am 19. Dezember 2016 im Alter von 70 Jahren. Die Trauerfeier fand am 4. Januar 2017 in der Kirche Neu-Westend statt. Anschließend erfolgte die Beisetzung auf dem landeseigenen Friedhof Heerstraße in Berlin-Westend.

## Schriften
- Ökologie – eine grüne Leitwissenschaft? Über Grenzen und Perspektiven einer modischen Disziplin. In: Zumutungen an die Grünen. (= Kursbuch. 74). Berlin 1983, ISSN 0023-5652, S. 6–27.
- Über Impatiens parviflora DC als Agriophyt in Mitteleuropa. (= Dissertationes Botanicae. Band 73). Cramer, Vaduz 1984, ISBN 3-7682-1385-4.
- Geschichte der Ökologie. Vom 17. Jahrhundert bis zur Gegenwart. Athenäum, Frankfurt am Main 1987, ISBN 3-610-04070-X.
- Gibt es Ökosysteme? In: Landschaft + Stadt. Band 20, Nr. 4, 1988, S. 176–185.
- Competition and coexistence: on the historical background in ecology and the influence of economy and social sciences. In: Ecological Modelling. Band 75/76, 1994, S. 99–110.
- Holism and reductionism in ecology: technical, political, and ideological implications. In: CNS. Band 5, Nr. 4, 1994, S. 13–31.
- Die Diversität-Stabilitäts-Diskussion in der Ökologie. In: Bericht der Bayerischen Akademie für Naturschutz und Landschaftspflege. Beiheft 12, 1995, S. 35–49.
- Ökologie als konservative Naturwissenschaft. Von der schönen Landschaft zum funktionierenden Ökosystem. In: Ulrich Eisel, Hans-Dietrich Schultz: Geographisches Denken. Gesamthochschulbibliothek, Kassel 1997, ISBN 3-88122-891-8, S. 467–492.
- Allgemeine Ökologie. Lang, Frankfurt am Main.
  - Band 1: Organismus und Umwelt. 2005, ISBN 3-631-53474-4.
  - Band 2: Population. 2007, ISBN 978-3-631-53475-5.
- mit Thomas Kirchhoff (Hrsg.): Vieldeutige Natur. Landschaft, Wildnis und Ökosystem als kulturgeschichtliche Phänomene. Transcript, Bielefeld 2009, ISBN 978-3-89942-944-2.
- mit Vera Vicenzotti: City as wilderness: The wilderness metaphor from Wilhelm Heinrich Riehl to contemporary urban designers. In: Landscape Research. Band 34, Heft 4, 2009, ISSN 0142-6397, S. 379–396.
- mit Thomas Kirchhoff, Ludwig Vicenzotti und Vera Vicenzotti: What is landscape ecology? An analysis and evaluation of six different conceptions. In: Landscape Research. Band 38, Heft 1, 2013, S. 33–51.
- Die Idee der Landschaft: Eine Kulturgeschichte von der Aufklärung bis zur Ökologiebewegung. Transcript, Bielefeld 2012, ISBN 978-3-8376-1943-0.